# Hòa Hiệp, Cư Kuin
Hòa Hiệp là một xã thuộc huyện Cư Kuin, tỉnh Đắk Lắk, Việt Nam.

## Địa lý
Xã Hòa Hiệp có vị trí địa lý:
- Phía đông nam nằm giáp huyện Lắk
- Phía tây giáp huyện Krông Ana.

Là một xã thuần nông, dân số chủ yếu là người Thiên chúa giáo di cư vào năm năm 1954 - 1956.

## Lịch sử
Dưới thời Việt Nam Cộng hòa, xã thuộc quận Phước An, tỉnh Đắk Lắk.
Sau năm 1975, quận Phước An đổi thành huyện Krông Pắk, gồm 2 thị trấn và 26 xã trong đó có xã Hòa Hiệp. Dân số phái triển mạnh và đa dạng tôn giáo, công nghiệp có khai thác cát.
Ngày 19 tháng 09 năm 1981, Hội đồng Bộ trưởng (nay là Chính phủ) ra Quyết định số 75/HĐBT thành lập huyện Krông Ana, trên cơ sở diện tích đất của thị xã Buôn Ma Thuột và huyện Krông Pác, các thôn buôn của Hòa Hiệp thuộc huyện Krông Ana.
Ngày 23 tháng 3 năm 2005, theo Nghị định số 40/2005/NĐ-CP của Chính phủ Việt Nam về việc điều chỉnh địa giới hành chính, thành lập các xã thuộc huyện Krông Ana, Ea Kar, Krông Năng, tỉnh Đắk Lắk, tách xã Hòa Hiệp thành 2 Dray Bhăng và Hòa Hiệp.
Ngày 27 tháng 8 năm 2007, theo Nghị định số 137/2007/NĐ-CP của Chính phủ Việt Nam về việc điều chỉnh địa giới hành chính, tách huyện Krông Ana thành hai huyện Krông Ana và Cư Kuin, xã thuộc huyện Cư Kuin
Có diện tích tự nhiên 2.989 ha. Toàn xã có 1.797 hộ. 9.784 khẩu. Trong đó đồng bào dân tộc thiểu số (Êđê) tạo chỗ 299 hộ, 1.942 khẩu.

## Hành chính
Xã Hòa Hiệp được chia thành 8 thôn, buôn.
Trong đó 6 thôn, 2 buôn đồng bào dân tộc tạo chỗ.

## Văn hóa
Địa bàn xã có 02 Giáo xứ, 02 giáo họ và 01 chi hội tin lành. 5 linh mục và 01 mục sư tổng số giáo dân tín đồ là 8.725 người.